# Luchthaven Chișinău
Luchthaven Chișinău is een van de twee internationale luchthavens van Moldavië. De luchthaven ligt 13 kilometer ten zuidoosten van Chisinau.

## Geschiedenis
Het eerste burgervliegveld van Chisinau lag in de noordoostelijke buitenwijken van de Moldavische hoofdstad, waarvandaan vanaf september 1944 onregelmatige vluchten werden uitgevoerd voor het vervoer van goederen, post en passagiers naar bestemmingen in Moldavië. Vanaf juni 1945 werden lijnvluchten op Moskou uitgevoerd met tussenstops in Kiev. Ook andere steden in de Oekraïense sovjetrepubliek werden aangedaan, zoals Kirovograd, Vinnytsja, Mykolajiv en Tsjernivtsi.
In de daaropvolgende jaren werd het netwerk vanaf Chisinau gestaag uitgebreid naar bestemmingen binnen de Moldavische sovjetrepubliek en andere belangrijke steden in de Sovjet-Unie, met name in de Russische SFRS. Begin jaren zestig werden twintig steden in de Sovjet-Unie aangedaan.

### Nieuw vliegveld

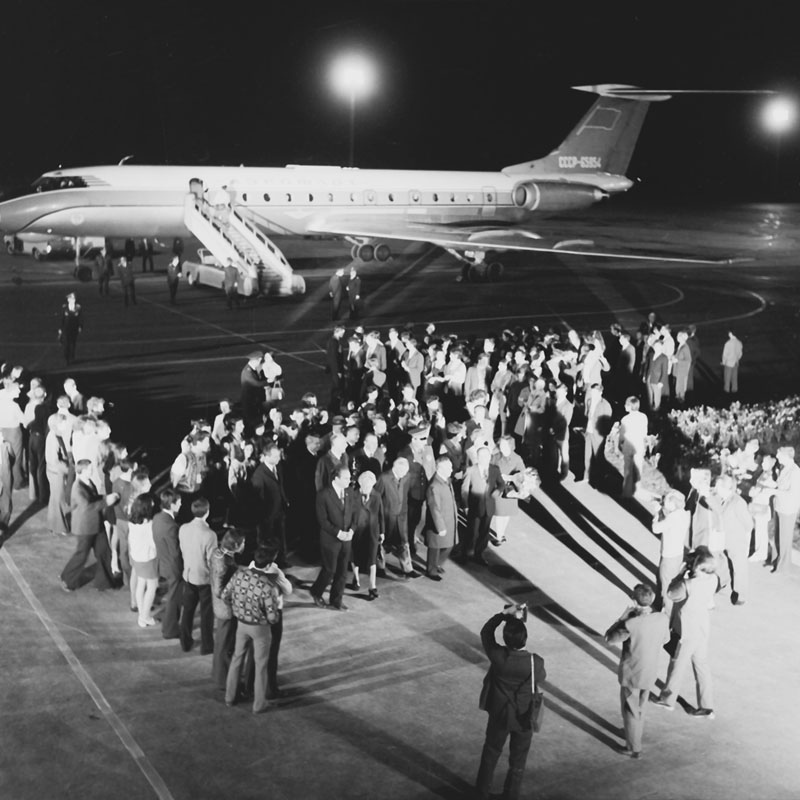
Een Toepolev Tu-134 in 1972.

In 1960 verplaatste het vliegveld naar een de huidige locatie in de buitenwijk Revaka om grotere toestellen aan te kunnen. Het transportvolume lag in 1961 meteen drie keer zo hoog als in het jaar ervoor. Het vliegveld had in deze eerste periode ook een vrachtfunctie, met bestemmingen als Leningrad, Moermansk, Jekaterinenburg (Sverdlovsk), Novosibirsk en Gorki, die met An-12 toestellen werden bediend.
In de jaren 60 werden op de passagiersdienst op Chisinau turboprop-toestellen als de An-10 en An-24 ingezet, maar vanaf 1969 deed het straalvliegtuig zijn intrede met de eerste vlucht van een Toepolev Tu-134 voor vluchten op Moskou. Vanwege de groei van het vliegverkeer werd in 1974 een nieuw luchthavengebouw in gebruik genomen. Tegen die tijd werden veertig bestemmingen in de Sovjet-Unie bediend. In 1976 bedroeg het vervoersvolume 800.000 passagiers. Het miljoen werd in het decennium daarna gepasseerd.

### In onafhankelijk Moldavië

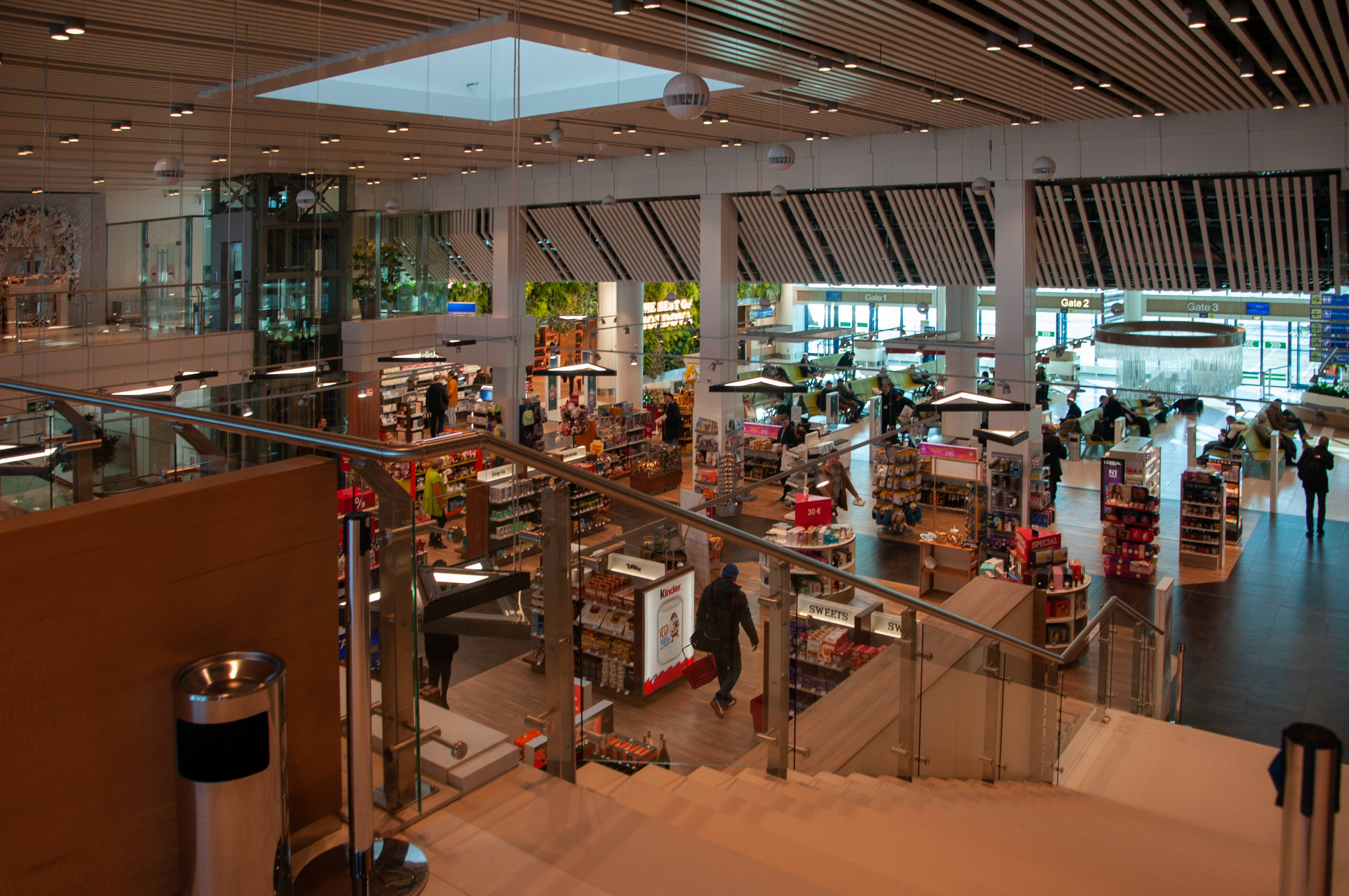
De gemoderniseerde terminal.

De luchtvaart in Moldavië stortte in als gevolg van het uiteenvallen van de Sovjet-Unie in 1991 en de strubbelingen in het onafhankelijke Moldavië. De jaren 90 was een periode van wildgroei aan maatschappijen, die net zo snel verdwenen als ze ontstonden, maar in 1995 kreeg de luchthaven een internationale status, waardoor de luchtvaartsector zich weer kon ontwikkelen.
De terminal van Chisinau was helemaal gebouwd op het vliegverkeer binnen de Sovjet-Unie en kende geen douane- of beveiligingsfaciliteiten. In 1999-2000 werd het gebouw geheel gerenoveerd om te voldoen aan het nieuwe internationale gebruik. De Europese Bank voor Wederopbouw en Ontwikkeling gaf voor het driekwart van de verbouwingskosten van 12 miljoen dollar een lening. In 2007 werd het vliegveld door 15 maatschappijen aangedaan en werden bijna 700.000 passagiers vervoerd.

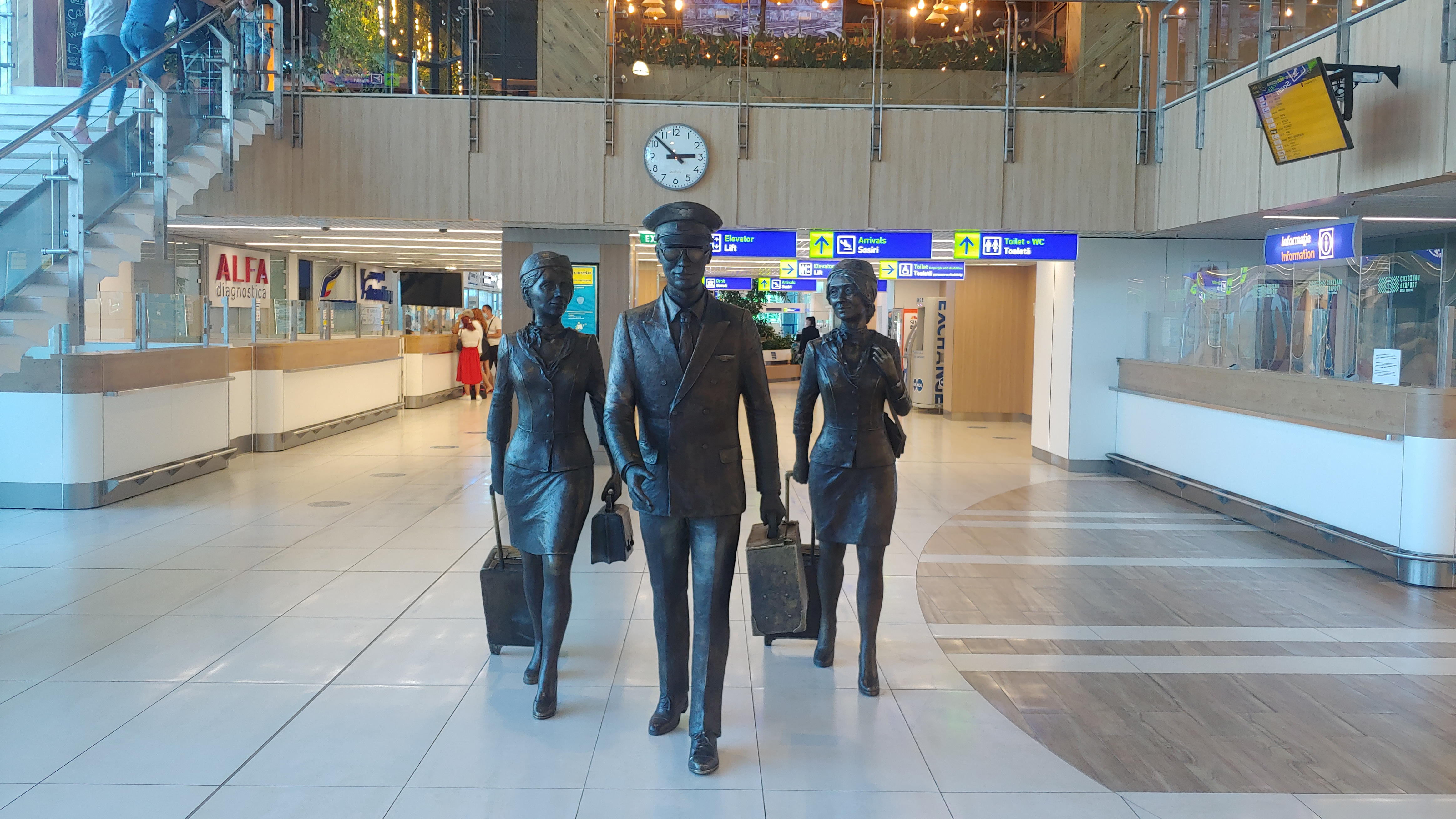
Sculptuur "Crew".

Het vliegveld werd in de daaropvolgende jaren regelmatig gemoderniseerd en uitgebreid met faciliteiten, zoals een parkeergarage. Bij de ingang kwam een Tu-134-vliegtuig opgesteld als monument voor de Moldavische luchtvaart. Het toestel was sinds 1976 bij de Moldavische divisie van Aeroflot in dienst en later bij Air Moldova. Sinds september 2018 staat in het luchthavengebouw de sculptuur "Crew" van de Moldavische beeldhouwer Veaceslav Jiglitski dat op ware grootte een piloot en twee stewardessen uitbeeldt.

## Bereikbaarheid

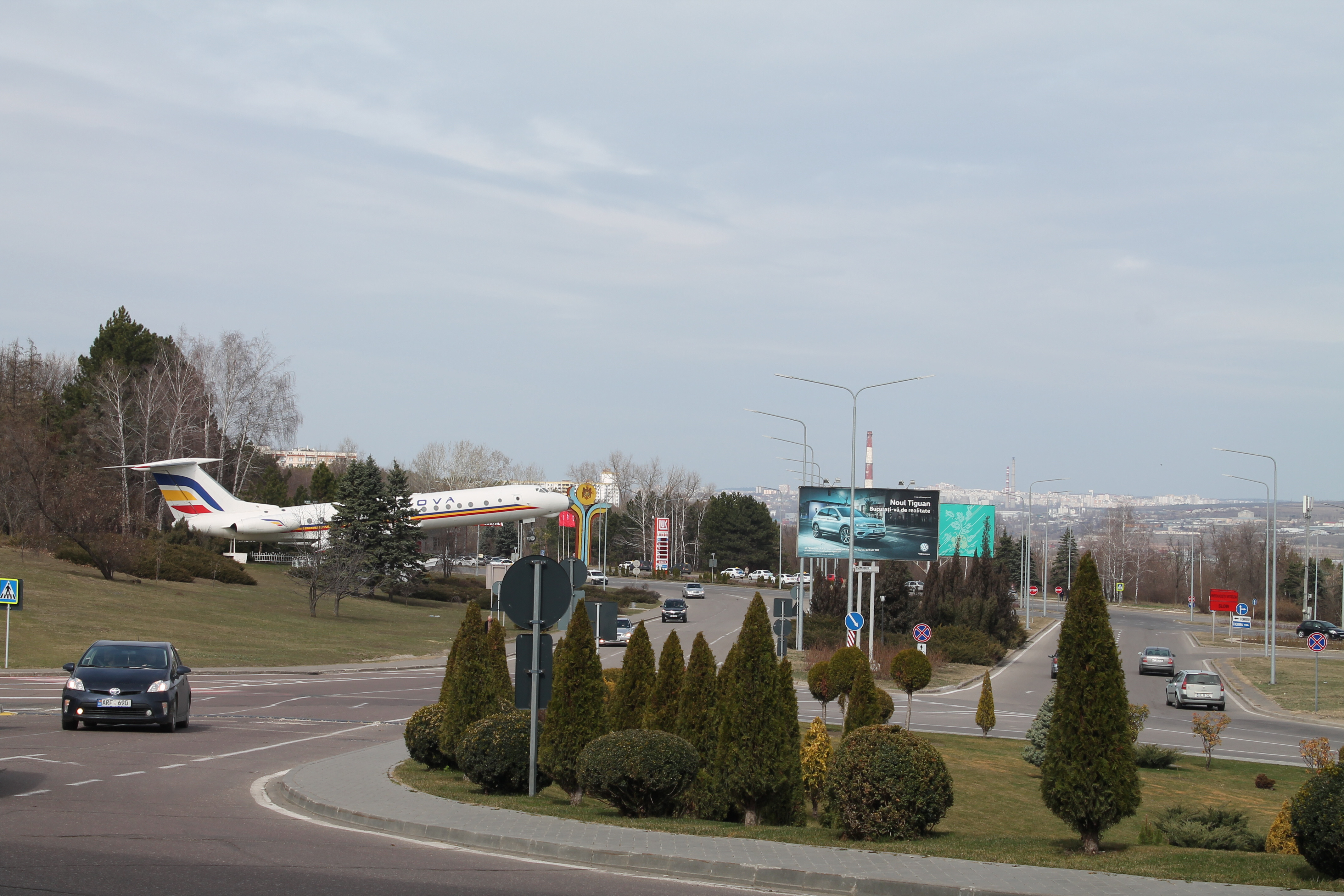
De toegangsweg tot het vliegveld, met Chisinau op de horizon en het Toepolev-monument op de voorgrond.

### Bus
De luchthaven is bereikbaar met een bus en met een rutieră, een Moldavische minibus. Bus 30 geeft een verbinding tussen de luchthaven en het centrum van de stad. Deze lijnbus rijdt minimaal eens per 40 minuten en stopt bij de Botanica District, de straat van Stefan Cel Mare en bij het centraal station. De rit duurt ongeveer een half uur.

## Luchthavenstatistieken

### Passagiersaantallen
- 2000 - 254 178
- 2001 - 274 662  8 %
- 2002 - 296 431  7,9 %
- 2003 - 341 695  15,2 %
- 2004 - 421 011  23,2 %
- 2005 - 482 741  14,6%
- 2006 - 548 331  13.5%
- 2007 - 688 782  25,6 %
- 2008 - 847 881  23 %
- 2009 - 809 072  4,5 %
- 2010 - 937 030  15,8 %
- 2011 - 1 045 975  11,6 %
- 2012 - 1 220 496  16,6 %
- 2013 - 1 321 362  8,26 %

### Meest bezochte routes
- 1.  Moskou met 26,3% van de passagiersaantallen in 2012.
- 2.  Istanbul met 12,5% van de passagiersaantallen in 2012.
- 3.  Antalya met 9% van de passagiersaantallen in 2012.
- 4.  Verona met 6,7% van de passagiersaantallen in 2012.
- 5.  München met 5,7% van de passagiersaantallen in 2012.